# Trou Sallé River
Der Trou Sallé River ist ein Fluss an der Nordostküste der Karibikinsel St. Lucia.

## Geographie
Der Fluss entspringt im Zentrum des Quarters Gros Islet bei Caye Manje, unterhalb von Mount Layau (Stony Hill) und verläuft in nordöstlicher Richtung. Auf seinem Weg speist er wohl auch die künstlichen Teiche von Bella Rosa beim Beausejour Stadium (Daren Sammy Cricket Ground). Dort wendet er sich noch etwas weiter nach Osten und mündet bald darauf, nachdem er noch einige kleinere zuläufe aufnimmt, in die Epouge Bay, in den Atlantik. Der Fluss ist einer der nördlichsten von St. Lucia, im Süden grenzt das Einzugsgebiet des Lapins River an, im Westen schließt sich unmittelbar das Einzugsgebiet der Ravine Castagne an, die bei Rodney Bay, einem Teilort von Castries an der Westküste, in die Rodney Bay Marina mündet.